# Barb de muntanya
El barb de muntanya o barb de riera (Barbus meridionalis) és una espècie de peix cipriniforme de la família dels ciprínids.

## Morfologia
Les femelles poden assolir els 25,3 cm de longitud total i els 200 g de pes.

## Distribució geogràfica
Es troba a Europa: des de Catalunya fins a França. Es troba també al curs baix del riu Besòs com una de les quatre espècies de peix autòctones.